# Civil Twilight
Civil Twilight – zespół rockowy z Kapsztadu (jednej ze stolic RPA), w którego skład wchodzą: Andrew McKellar, Steven McKellar, Richard Wouters oraz Kevin Dailey. W 2009 roku podpisali kontrakt z wytwórnią Wind-up Records i wydali debiutancki album „Civil Twilight”.

## Dyskografia
- Civil Twilight (2010)
- Holy Weather (2012)
- Story of an Immigrant (2015)